# Смірнов Єгор Андрійович
Єгор Андрійович Смірнов (нар. 3 серпня 1996) — український футболіст, захисник.

## Життєпис
Вихованець футбольної академії МФК МФК «Кремінь». З 2013 по 2015 роки виступав у складі юнацької команди полтавської «Ворскли» (27 матчів, 1 гол). Першу частину сезону 2015/16 років провів у Німеччині, виступаючи в нижчоліговому ФК «Галле-96». Другу частину сезону провів у дублі луганської «Зорі», в складі якої зіграв 10 матчів. У 2016 році захищав кольори аматорського клубу «Великі Кринки».
Другу частину сезону 2016/17 років провів у першоліговому краматорському «Авангарді». Дебютував у складі краматорського клубу в переможному (2:1) домашньому поєдинку 33-го туру проти марцпольського «Іллічівця». Єгор вийшов на поле на 82-ій хвилині, замінивши Марата Даудова. Цей матч виявився єдиним для Смірнова в футболці «Авангарда».
13 липня 2017 року перейшов до складу іншого першолігового клубу, «Черкаського Дніпра». Дебютував у футболці черкащан 15 липня 2017 року в переможному (3:2) домашньому поєдинку 1-го туру проти МФК «Кремінь». Єгор вийшов на поле в стартовому складі, а на 52-ій хвилині його замінив Вадим Чорний. 25 червня став вільним агентом після пониження у класі «Черкаського Дніпра».